# Walther P99
Walther P99 je poloautomatická pistole vyráběná firmou Carl Walther GmbH Sportwaffen. Zbraň byla vyvíjena s důrazem na požadavky vojenských a policejních útvarů. Jde o úspěšnou náhradu méně rozšířené pistole Walther P88.

## Popis
Na rozdíl od obvyklých samonabíjecích pistolí, P99 nepoužívá vnější kohoutek, ale vnitřní úderník. Stav úderníku je viditelný i hmatatelný na zadní straně zbraně. Rám P99 je vyroben z polymeru. Hlaveň a ostatní kovové části jsou chráněny povrchovou úpravou.

## Střelivo
P99 se původně vyráběl jenom v ráži 9 mm Luger. V roce 1997 se objevil také v ráži .40 S&W.

## Varianty
Nová generace P99 byla prezentovaná v roce 2004, v této době zároveň vzniklo více variant.
- P99AS (Anti-Stress) – původní verze se spoušťovým mechanismem SA/DA
- P99DAO – původně označovaná jako P990, se spoušťovým mechanismem Double Action
- P99QA (Quick-action) – zkrácená doba natahování úderníku
- P99C (Compact) – kompaktní verze předešlých spoušťových mechanismů

## Uživatelé
- Kanada
- Finsko
- Německo
- Estonsko
- Turecko
- Irsko
- Malajsie
- Polsko
- Spojené království
- Portugalsko
- Ukrajina